# Parafia Matki Bożej Pocieszenia na Brooklynie
Parafia Matki Bożej Pocieszenia (ang. Our Lady of Consolation Parish) – parafia rzymskokatolicka położona w dzielnicy Brooklyn, Williamsburg, w stanie Nowy Jork w Stanach Zjednoczonych.
Jest ona wieloetniczną parafią w diecezji Brooklyn, z mszą św. w języku polskim dla polskich imigrantów.
Ustanowiona w 1909 roku i dedykowana Matce Bożej Pocieszenia.

## Szkoły
- Our Lady of Consolation School